# Circuito de Assen
El Circuito de Assen es un autódromo inaugurado en 1955 y situado cerca de la ciudad de Assen, Países Bajos. Fue diseñado especialmente para albergar el Gran Premio de Países Bajos de Motociclismo del Campeonato Mundial de Motociclismo de Velocidad, que anteriormente se corría en un circuito de carreras semipermanente cercano al autódromo; es considerado "La Catedral del Motociclismo".
Assen también forma parte del calendario del Campeonato Mundial de Superbikes desde 1992 y del Campeonato Británico de Superbikes desde 2012. Anteriormente recibió al Campeonato Mundial de Motociclismo de Resistencia desde 2003 hasta 2006 y a la Champ Car World Series en 2007.
Originalmente de 7.705 metros de longitud, el trazado se acortó en 1984 a 6.134 metros. Tras varios reasfaltados y rediseños de curvas, que lo habían llevado a 5.997 metros en 2005, el circuito de Assen fue reducido en 2006 a 4.750 metros de longitud. Tiene capacidad para 100.000 espectadores, entre ellos 60.000 asientos.

## Historia

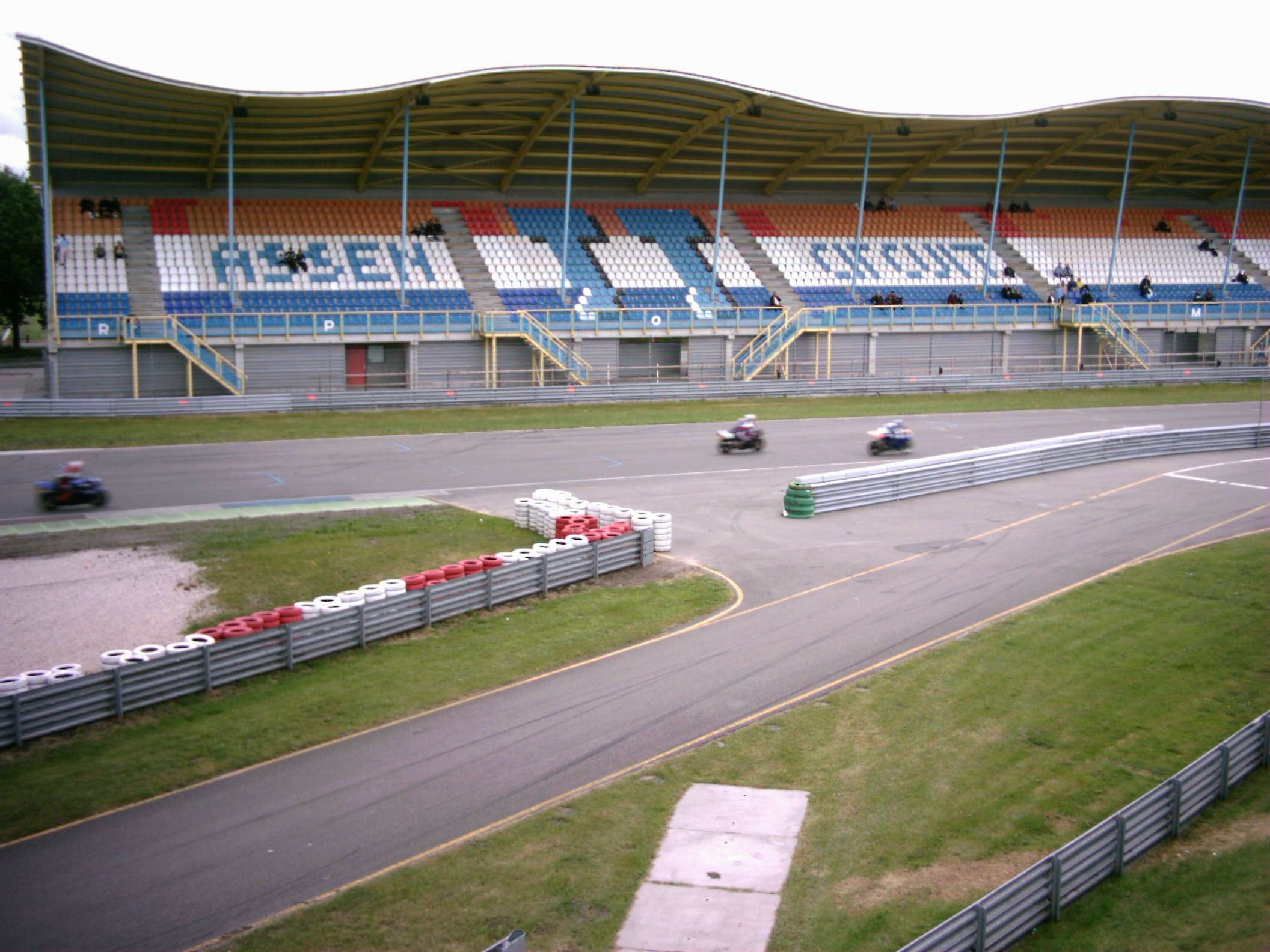
Sesión de entrenamiento para el Gran Premio de los Países Bajos de Motociclismo de 2006.

La pista de Assen original fue utilizada por primera vez para el Tourist Trophy en 1925, la carrera, que tuvo lugar en las carreteras de país a través de las aldeas de Borger, Schoonloo y Grolloo, estuvo organizada por la Motorclub Assen Omstreken. La vía pavimentada con ladrillos tenía una longitud de 28.57 km. El ganador fue Piet van Wijngaarden en una 500 cc Norton con una velocidad media de 91.4 km/h.
Años después, el TT neerlandés se celebró en un circuito de carreteras a través de Haar, Barteldbocht (cerca de Assen), Oude Tol, Hooghalen, Laaghalen y Laaghalerveen, aunque estaba pensado únicamente para carreras de motos.
En 1949, este circuito estaba presente en la primera edición del Campeonato del Mundo de MotoGP, siendo el único restante en el calendario actualmente
En 1951, el italiano Umberto Masetti impuso el récord en una Gilera de 500 cc con una velocidad media de 162.3 km/h. En 1954, Geoff Duke de Gran Bretaña alcanzó los 170.69 km/h. El circuito se mantuvo sin cambios hasta 1955, cuando un circuito totalmente nuevo, construido cerca del lugar del original, pero de menos de un tercio de la longitud y mucho más como un moderno circuito pavimentado de carreras.

### Innovación
El 6 de julio de 2004, la organización anunció planes para construir un parque de diversiones al norte de la pista. En 2006, la curva del norte fue eliminada y la longitud se redujo a 4.555 metros. Se espera que el nuevo centro sea visitado por 300.000 personas, y la inversión total es de aproximadamente € 85 millones. 
El circuito fue rediseñado de nuevo en 2006, sobre todo eliminando el primer sector, convirtiéndose en el llamado A-Style TT Assen Circuit. A pesar de todas las remodelaciones, solo una sección del circuito es original, la línea de meta no se ha movido. El 21 de septiembre de 2009, se pidió que la chicane de las curvas 8 y 9 se modificara, después de una petición de la organización A1GP. Aunque actualmente esta modificación del trazado solo de aplica a las competiciones de motociclismo.
En este circuito también se han comenzado a celebrar conciertos, el primero por el grupo de Heavy Metal Iron Maiden en 2008.
Además, en 2009, fue la ubicación de la primera etapa de la Vuelta a España 2009, siendo ésta únicamente la segunda vez que ha comenzado fuera de España en la historia.
Desde 2015, Assen recibe además al Campeonato Mundial de Motocross en un circuito temporario armado frente a las gradas.

## Historia del circuito

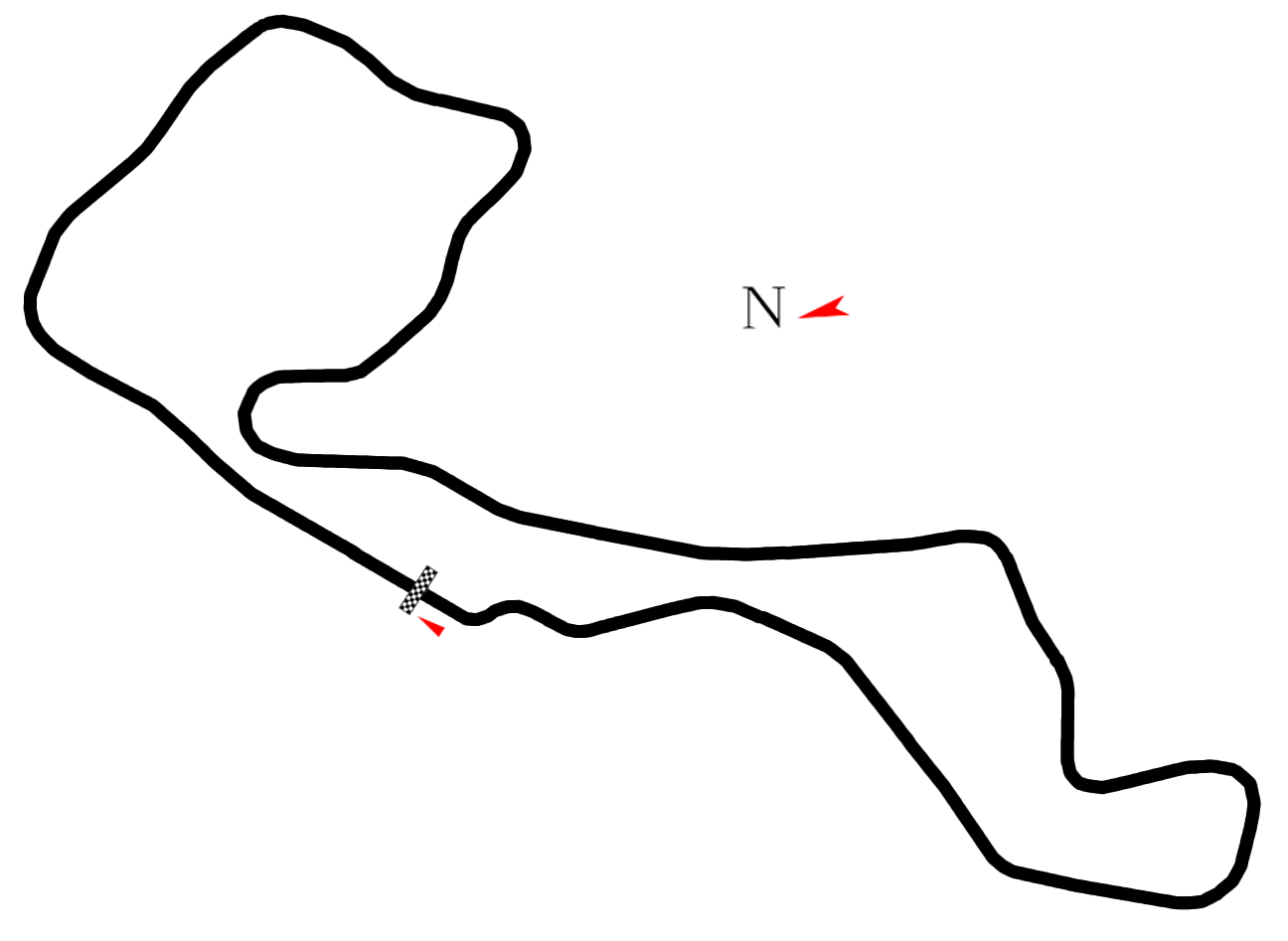
Trazado del circuito antes del 2005.

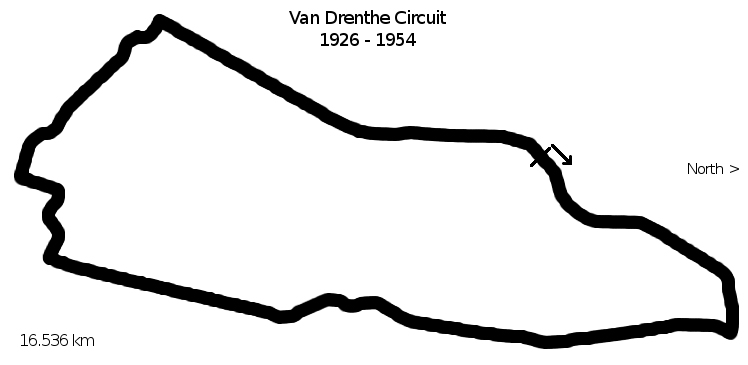
Trazado del circuito entre 1926 hasta 1954.